# Selección femenina de fútbol de Libia
La selección femenina de fútbol de Libia es la selección representante de Libia en las competencias internacionales de fútbol femenino. Es dirigida por la Federación Libia de Fútbol que a la misma vez está afiliada a la CAF y a la FIFA.

## Historia
En 1985, casi ningún país del mundo tenía un equipo nacional de fútbol femenino, incluyendo a Libia que no había jugado en un partido sancionado por la FIFA hasta junio de 2012. En 2006, no existía oficialmente un equipo sénior A reconocido por la FIFA. En 2010, el país no tenía un equipo compitiendo en el Campeonato Africano de Mujeres. El país no tenía un equipo que compitiera en los Juegos de África 2011. A partir de junio de 2012 , un equipo de Libia no estaba clasificado en el mundo por la FIFA.

### Antecedentes
El desarrollo temprano del juego femenino en el momento en que las potencias coloniales llevaron el fútbol al continente fue limitado, ya que las potencias coloniales en la región tendieron a llevar conceptos del patriarcado y la participación de las mujeres en el deporte con ellas a las culturas locales que tenían conceptos similares ya integrados en ellos. La falta de desarrollo posterior del equipo nacional a nivel internacional más amplio, sintomático de todos los equipos africanos, es el resultado de varios factores, incluido el acceso limitado a la educación, la pobreza entre las mujeres en la sociedad en general y la desigualdad fundamental presente en la sociedad eso ocasionalmente permite abusos específicos de los derechos humanos de las mujeres. Cuando se desarrollan jugadoras de fútbol de calidad, tienden a irse para mayores oportunidades en el extranjero. La financiación también es un problema, ya que la mayoría del dinero para el desarrollo proviene de la FIFA , no de la asociación nacional de fútbol. El éxito futuro del fútbol femenino en África depende de la mejora de las instalaciones y el acceso de las mujeres a estas instalaciones. Intentar comercializar el juego y hacerlo comercialmente viable no es la solución, como lo demuestra la existencia actual de muchos campamentos de fútbol juvenil y femenino en todo el continente.
El juego femenino está muy poco desarrollado en Libia. En 2004 se estaba desarrollando un proyecto para tratar de mejorar el estado del juego para las mujeres, reflejando un proyecto similar realizado en Afganistán. En 2006, había 0 jugadoras registradas en el país. Ese año, se estaba desarrollando un comité para registrar y rastrear mejor a las futbolistas. En 2006 no había equipos femeninos en el país. El fútbol es jugado por niñas de 9 a 18 años en la escuela. No había jugadoras de fútbol sala registradas en 2006, aunque había algunas jugadoras no registradas. derechos para transmitir la Copa Mundial Femenina 2011 en el país fueron adquiridos porAl Jazeera y Eurosport.
La federación nacional se creó en 1962 y se unió a la FIFA en 1964. Su hijo incluye camisas verdes, pantalones cortos blancos y medias verdes. En 2006, había tres miembros del personal dedicados a trabajar en el fútbol femenino en el país.

## Registro competitivo

### Campeonato Femenino Africano de Fútbol
| Campeonato Femenino Africano de Fútbol | Campeonato Femenino Africano de Fútbol | Campeonato Femenino Africano de Fútbol | Campeonato Femenino Africano de Fútbol | Campeonato Femenino Africano de Fútbol | Campeonato Femenino Africano de Fútbol | Campeonato Femenino Africano de Fútbol | Campeonato Femenino Africano de Fútbol | Campeonato Femenino Africano de Fútbol | Campeonato Femenino Africano de Fútbol |
| Apariciones: 0                         | Apariciones: 0                         | Apariciones: 0                         | Apariciones: 0                         | Apariciones: 0                         | Apariciones: 0                         | Apariciones: 0                         | Apariciones: 0                         | Apariciones: 0                         | Apariciones: 0                         |
| Año                                    | Fase                                   | Posición                               | PJ                                     | PG                                     | PE                                     | PP                                     | GF                                     | GC                                     | GD                                     |
| -------------------------------------- | -------------------------------------- | -------------------------------------- | -------------------------------------- | -------------------------------------- | -------------------------------------- | -------------------------------------- | -------------------------------------- | -------------------------------------- | -------------------------------------- |
| 1991                                   | No participó                           | No participó                           | No participó                           | No participó                           | No participó                           | No participó                           | No participó                           | No participó                           | No participó                           |
| 1995                                   | No participó                           | No participó                           | No participó                           | No participó                           | No participó                           | No participó                           | No participó                           | No participó                           | No participó                           |
| 1998                                   | No participó                           | No participó                           | No participó                           | No participó                           | No participó                           | No participó                           | No participó                           | No participó                           | No participó                           |
| 2000                                   | No participó                           | No participó                           | No participó                           | No participó                           | No participó                           | No participó                           | No participó                           | No participó                           | No participó                           |
| 2002                                   | No participó                           | No participó                           | No participó                           | No participó                           | No participó                           | No participó                           | No participó                           | No participó                           | No participó                           |
| 2004                                   | No participó                           | No participó                           | No participó                           | No participó                           | No participó                           | No participó                           | No participó                           | No participó                           | No participó                           |
| 2006                                   | Se retiró                              | Se retiró                              | Se retiró                              | Se retiró                              | Se retiró                              | Se retiró                              | Se retiró                              | Se retiró                              | Se retiró                              |
| 2008                                   | No participó                           | No participó                           | No participó                           | No participó                           | No participó                           | No participó                           | No participó                           | No participó                           | No participó                           |
| 2010                                   | No participó                           | No participó                           | No participó                           | No participó                           | No participó                           | No participó                           | No participó                           | No participó                           | No participó                           |
| 2012                                   | No participó                           | No participó                           | No participó                           | No participó                           | No participó                           | No participó                           | No participó                           | No participó                           | No participó                           |
| 2014                                   | No participó                           | No participó                           | No participó                           | No participó                           | No participó                           | No participó                           | No participó                           | No participó                           | No participó                           |
| 2016                                   | No clasificó                           | No clasificó                           | No clasificó                           | No clasificó                           | No clasificó                           | No clasificó                           | No clasificó                           | No clasificó                           | No clasificó                           |
| 2018                                   | No clasificó                           | No clasificó                           | No clasificó                           | No clasificó                           | No clasificó                           | No clasificó                           | No clasificó                           | No clasificó                           | No clasificó                           |
| Total                                  |                                        | 0/13                                   |                                        |                                        |                                        |                                        |                                        |                                        |                                        |